# Summit (film)
Summit è un film del 1968 diretto da Giorgio Bontempi.
Le scene della parte finale del film furono girate davanti al teatro Odéon e all'Università La Sorbona di Parigi. Per poterle realizzare in tranquillità il regista Giorgio Bontempi ottenne un lasciapassare dall'assemblea degli studenti.

## Trama
Paolo è un giornalista che, inviato in Francia per seguire i lavori di una conferenza, ritrova la sua ex amante Annie che cerca di riconquistare. La donna nel frattempo si è unita ad un altro uomo ma decide ugualmente di rivedersi con Paolo, ma la nuova frequentazione va male e Annie decide di partire per New York con il nuovo compagno e lascia Paolo per sempre.

## Produzione
Per sopravvenute incomprensioni col regista, Volonté si rifiutò di doppiare il suo personaggio.